# نصرالله مدقالچی
نصرالله مدقالچی (زادهٔ ۷ مهر ۱۳۲۳ در تبریز) دوبلور ایران، مدرس فن بیان و دوبله در دانشگاه و آموزشگاه های کشور نظیر دانشگاه صدا و سیما و آموزشگاه دارالفنون است.
مدقالچی از گویندگان نقش‌های اصلی و مکمل در تاریخ دوبله است که به جای چهره‌های برجسته‌ای از سینمای جهان نظیر آنتونی هاپکینز، ژان گابن، جین هاکمن، لی وان کلیف، هنک شریدر (بریکینگ بد) ایلای والاک (خوب، بد، زشت) رابرت دنیرو (قاتلان ماه کامل) نیز به‌خوبی شناخته شده‌است. از کارهای شاخص ایشان می‌توان به گویندگی به جای مایکل آنسارا در نقش «ابوسفیان» در فیلم محمد رسول‌الله و همچنین تیتراژ به یادماندنی «آن شرلی دختری با موهای قرمز» اشاره کرد که متن آن نیز توسط ایشان نوشته شده است. شاهکار ایشان در سریال دنیای غرب (وست ورلد) به‌جای آنتونی هاپکینز و در انیمیشن رنگو فراموش نشدنی است. صدای باس و صلابت بیان از خصوصیات صدای اوست. همچنین دارای درجه یک هنر (دکترا) و از برترین استادان دانشگاه صدا و سیما است. بسیاری از وی به عنوان یکی از بهترین دوبلور های ایران نام می برند. 

## آغاز فعالیت
سال ۱۳۳۵ در ۱۲ سالگی به همراه هم کلاسی های خود در مدرسه کار بازیگری تئاتر را شروع کرد و تا ۱۷ سالگی به‌صورت جدی آن را ادامه می داد. در پایان دبیرستان از طریق دایی خود با استاد مهدی علی‌محمدی (مدیر دوبلاژ، گوینده و هنرپیشه رادیو)  آشنا شد. او در ابتدا به مدت چند سال در کنار چهره هایی چون استاد علی کسمایی، هوشنگ مرادی ، نصرت الله محتشم و آقای مانی مشغول یادگیری بود تا اینکه اولین بار در سال ۱۳۴۶ نقش اول سریال گیدهوم را برعهده گرفت. در آن سالها آقای مانی سریالی دوبله می‌کرد بنام پلیس بین‌المللی که‌ نقش اول آن را آقای منوچهر والی‌زاده و بهروز وثوقی می‌گفتند. 
در سریال خانواده دیویس بود که نقش اولش را وی دوبله کرد. همچنین در سریال محله پیتون (پیتون پلیس) به جای جرج مکردی در نقش مارتین پیتون صداگذاری کرد. این مجموعه تلویزیونی، در نیمهٔ دوم دههٔ ۴۰ خورشیدی، با دوبلهٔ فارسی از تلویزیون ملی ایران پخش شد و بسیار مورد توجه مردم واقع شد. قسمت آخر این مجموعه در روز شنبه ۲۹ اسفند ۱۳۴۹ ساعت ۲۱/۳۰ پخش شد. مدیریت دوبلاژ این مجموعه تلویزیونی ابتدا بر عهده هوشنگ لطیف‌پور و سپس بر عهده هوشمند مهرآسا بود و گویندگان بسیاری در آن گویندگی کرده‌اند، از جمله گویندگان آن سعید مظفری، نصرالله مدقالچی، منصور غزنوی، خسرو شایگان، احمد مندوب هاشمی، ناصر ممدوح، محمود فاطمی، فریدون ثقفی، صادق ماهرو، آرشاک قوکاسیان، جلال مقامی، پرویز بهرام، رفعت هاشم‌پور، زهره شکوفنده، پروین چایچی، آذر دانشی، پروین ملکوتی، شمسی فضل‌اللهی، مینو غزنوی، پری هاشمی، پروین نویدی و بهیجه نادری بودند.

## برخی آثار
- به جای راوی در فیلم عیسی مسیح (انجیل لوقا)
- به جای ایلای والاک (نقش زشت) در فیلم خوب، بد زشت
- به جای دارث ویدر در فیلم های جنگ ستارگان
- به جای آنتونی هاپکینز در فیلم‌های نقاب زورو و سکوت بره‌ها و هانیبال و افسانه‌های پائیزی و سریال دنیای غرب و مأموریت غیرممکن ۲
- سرپرست گویندگان و دکلمه آغازین انیمیشن آنه شرلی
- به جای جین هاکمن در فیلم نابخشوده
- به جای جفری راش در فیلم‌های دزدان دریایی کارائیب
- به جای لی وان کلیف در فیلم به خاطر چند دلار بیشتر
- به جای کاپیتان هادوک در فیلم‌ها و سریال‌های ماجراهای تن‌تن (همچنین مدیر دوبلاژ سریال تن‌تن)
- به جای وی در فیلم وی مثل وندتا (V for Vendetta) یا شناخته شده به نام نقابدار
- به جای جان ویت در تحت تعقیب (فیلم ۱۹۹۷) – جنرال آدام وودوارد
- به‌جای ابوسفیان در فیلم محمد رسول‌الله
- به‌جای احمد معینی در فیلم جوجه فکلی
- یکی از گویندگان احمد قدکچیان در فیلم‌های وی، نظیر فیلم شیلات
- به جای عنایت بخشی درفیلم صمد آرتیست می‌شود
- به جای احمد معینی در فیلم جوجه فکلی
- سریال دلیران تنگستان
- به جای استیون لانگ در فیلم آواتار
- به جای مرتضی عقیلی در فیلم آقا مهدی وارد می شود و مهدی پاشنه طلا
- به جای شهردار در انیمیشن رنگو
- به جای آلبوس دامبلدور در هری پاتر
- به جای هنک شریدر در بریکینگ بد

## داوری
در برنامهٔ جادوی صدا داوری کرده‌است.

## آلبوم موسیقی
آلبوم لبریز سالار عقیلی
«برای باران» اشعار علی زارعان و آهنگ ساز زنده‌نام ناصر چشم آذر
«زاده اضطراب جهان» نویسنده محمد مختاری

### فیلم‌های خارجی
| نام فیلم                                                | بازیگر              | نقش                | توضیحات                                                |
| ------------------------------------------------------- | ------------------- | ------------------ | ------------------------------------------------------ |
| عیسی مسیح                                               | جان کریش            | راوی               | انجیل لوقا                                             |
| محمد رسول‌الله (رسالت)                                   | مایکل آنسارا        | ابوسفیان           | مدیر دوبلاژ: منوچهر اسماعیلی                           |
| رمبو:آخرین خون                                          | سیلوستر استالونه    | جان رمبو           | دوبله اول                                              |
| بینوایان                                                | ژان گابن            | ژان والژان         |                                                        |
| دستهٔ سیسیلی‌ها                                           | ژان گابن            | ویتوریو مانالزه    | دوبله دوم                                              |
| چهار نفر برای تگزاس                                     | چارلز برانسون       | متسون              |                                                        |
| دوازده مرد خبیث                                         | چارلز برانسون       | جوزف               |                                                        |
| روزی روزگاری در غرب                                     | چارلز برانسون       | هارمونیکا          | دوبله اول                                              |
| فرار بزرگ                                               | چارلز برانسون       | دنی                | دوبله دوم                                              |
| مکانیک                                                  | چارلز برانسون       | آرتور بیشاپ        | در ایران: «متخصص»                                      |
| قدرت مطلق                                               | جین هکمن            |                    |                                                        |
| می‌سی‌سی‌پی در آتش                                         | جین هکمن            |                    |                                                        |
| نابخشوده                                                | جین هکمن            |                    |                                                        |
| هدف                                                     | جین هکمن            |                    | ساخته ۱۹۸۵                                             |
| ارباب حلقه‌ها (مجموعه‌فیلم)                               | کریستوفر لی         | سارومان            | دوبله شده در استودیو بانی واک به مدیریت علیرضا باشکندی |
| ثور                                                     | آنتونی هاپکینز      | اودین              |                                                        |
| ثور رگنراک                                              | آنتونی هاپکینز      | اودین              |                                                        |
| نوح                                                     | انتونی هاپکینز      | متوشالح            |                                                        |
| بئوولف                                                  | انتونی هاپکینز      | هروتگارد           |                                                        |
| افسانه‌های خزان                                          | آنتونی هاپکینز      |                    |                                                        |
| سکوت بره‌ها                                              | آنتونی هاپکینز      | هانیبال لکتر       |                                                        |
| نقاب زورو                                               | آنتونی هاپکینز      |                    |                                                        |
| حادثه‌سازان                                              | باد اسپنسر          |                    |                                                        |
| روز پنجم                                                | باد اسپنسر          |                    | عنوان اصلی: «پنجمین روز صلح»                           |
| هنوز ترینیتی هستم                                       | باد اسپنسر          | بامبینو            | دوبله دوم                                              |
| سلطان تبهکاران                                          | هامفری بوگارت       |                    |                                                        |
| فرشتگانی با چهره‌های کثیف (در ایران با نام فرشته سیرتان) | هامفری بوگارت       | جیمز               |                                                        |
| بوفالو بیل و سرخپوستان، یا درس تاریخ گاو نشسته          | برت لنکستر          | ند باتیل           | دوبله اول                                              |
| والدز می‌آید                                             | برت لنکستر          | والدز              | در ایران: «انتقام والدز»                               |
| تسخیرناپذیران                                           | شون کانری           | جیم ملون           |                                                        |
| طلوع آفتاب                                              | شون کانری           |                    |                                                        |
| آلوارز کلی                                              | ریچارد ویدمارک      | سرهنگ تام راسیتر   |                                                        |
| راه غرب                                                 | ریچارد ویدمارک      |                    |                                                        |
| تحریم آیگر                                              | جرج کندی            |                    | در ایران: «آرامش آیگر» / «قاتلی بر فراز آیگر»          |
| فرودگاه ۱۹۷۵                                            | جرج کندی            |                    |                                                        |
| هری پاتر و سنگ جادو                                     | ریچارد هریس         | پروفسور دامبلدور   |                                                        |
| هری پاتر و تالار اسرار                                  | ریچارد هریس         | پروفسور دامبلدور   |                                                        |
| آخرین تک‌شاخ                                             |                     | شاه هاگارد         | انیمیشن                                                |
| گلدفینگر                                                | گرت فروبه           | گلدفینگر           | دوبله دوم                                              |
| آناستازیا                                               | آکیم تامیروف        | چرنوف              | دوبله دوم                                              |
| از اینجا تا ابدیت                                       | ارنست بورگناین      | گروهبان فاتسو      |                                                        |
| اسلحه خدایان                                            | لی وان کلیف         | پدر جان / لوئیس    |                                                        |
| به خاطر چند دلار بیشتر                                  | لی وان کلیف         | داگلاس مورتیمر     |                                                        |
| هفت سوار دلاور                                          | لی وان کلیف         | کریس               |                                                        |
| راه سخت                                                 | لی وان کلیف         | آقای مک نیل        |                                                        |
| بینوایان                                                | هری باور            | ژان والژان         | نسخه ۱۹۳۴                                              |
| پاپیون                                                  | دالتون ترومبو       |                    |                                                        |
| پدرخوانده                                               | ریچارد اس. کاستلانو | کلمنزا             | دوبله اول                                              |
| پدرخوانده                                               | مارلون براندو       | دون کورلئونه       | مدیر دوبلاژ: سبحان اکرامی                              |
| تحت تعقیب                                               | جان ویت             | ژنرال آدام وودوارد |                                                        |
| جایزه بزرگ                                              | ایو مونتان          |                    |                                                        |
| جو کید                                                  | رابرت دووال         | فرانک هارلان       | دوبله اول                                              |
| حضور                                                    | جک واردن            | رئیس‌جمهور آمریکا   |                                                        |
| خوب، بد، زشت                                            | ایلای والاک         | توکو (زشت)         | دوبله دوم                                              |
| رابین و ماریان                                          | رابرت شاو           | داروغهٔ ناتینگهام   |                                                        |
| رابین هود                                               |                     | پرنس جان           | دوبله اول                                              |
| رونین                                                   | ژان رنو             | وینسنت             | دوبله دوم                                              |
| سه پدرخوانده                                            | وارد باند           |                    |                                                        |
| سه روز کندور                                            | ماکس فون سیدو       | ژوبرت              |                                                        |
| شاهین مالت                                              | سیدنی گرین استریت   | گاتمن              |                                                        |
| شزم                                                     | جان وین             | جان شزم            |                                                        |
| شوالیه تاریکی برمی‌خیزد                                  | تام هاردی           | بین                |                                                        |
| آواتار                                                  | استیون لانگ         | کلنل کواریچ        |                                                        |
| شوگرلند اکسپرس                                          | بن جانسون           | کاپیتان تانر       | در ایران: «تعقیب در شاهراه»                            |
| گربه‌های اشرافی                                          |                     | اومالی             | دوبله اول                                              |
| ماجراهای تن‌تن                                           |                     | کاپیتان هادوک      |                                                        |
| نام گل سرخ                                              | مایکل لونزدل        |                    |                                                        |
| نگهبان شب                                               | بیل دین             | بازرس واکر         | در ایران: «راز شب»                                     |
| وی مثل وندتا                                            | هوگو ویوینگ         | وی                 | در ایران شناخته شده به نام «انتقام‌جو»                  |
| یه عالمه معجزه                                          | توماس میچل          | قاضی هنری جی بلیک  | در ایران: «معجزهٔ سیب» دوبله دوم                        |
| کارآگاه                                                 | لارنس الیویه        | اندرو ویک          |                                                        |
| شکل آب                                                  | مایکل شنون          | ریچارد استریکلند   |                                                        |
| جنگ ستارگان: اپیزود نهم                                 | ایان مک دیارمید     | پالپاتین           |                                                        |
| پدر                                                     | آنتونی هاپکینز      | آنتونی هاپکینز     | مدیر دوبلاژ: سبحان اکرامی                              |
| متخصص                                                   | آنتونی هاپکینز      |                    | مدیر دوبلاژ: سبحان اکرامی                              |
| هیچکاک                                                  | آنتونی هاپکینز      | آلفرد هیچکاک       | مدیر دوبلاژ: سبحان اکرامی                              |
| هنری پیر                                                | استفن دورف          | سم کچام            | مدیر دوبلاژ: سبحان اکرامی                              |
| سریال دنیای غرب یا وست ورلد                             | آنتونی‌ هاپکینز      |                    | مدیر دوبلاژ: وحید منوچهری                              |
| انیمیشن رنگو                                            | شهردار              |                    | مدیر دوبلاژ: امیر هوشنگ زند                            |